# 駒口克己
駒口 克己（こまぐち かつみ、1951年3月5日 - ）は、日本の実業家。京セラドキュメントソリューションズ代表取締役社長や京セラ専務取締役、東洋ゴム工業取締役会長を務めた。

## 経歴
三重県多気郡出身。三重県立伊勢高等学校出身。
1974年、千葉工業大学工学部を卒業し、重電機メーカーに入社。

### 京セラ
1986年3月、京セラ入社。1999年3月、京セラのプリンタ事業部長となる。経営破綻した三田工業の再建に尽力し、2001年6月には三田工業から社名変更した京セラミタの取締役兼技術本部長に就任、京セラのプリンタ事業部との統合をおこなった。
2002年6月には京セラミタの常務取締役、2005年7月には取締役 兼 執行役員専務、2006年4月には代表取締役副社長 兼 執行役員副社長、2007年4月には代表取締役社長に就任する。
2012年4月には社名を京セラミタから京セラドキュメントソリューションズに変更し、初代の代表取締役社長となる。
またこの間、2008年4月には京セラの執行役員、2009年6月には取締役 兼 執行役員常務、2013年4月には専務取締役 兼 執行役員専務を歴任する。
2015年4月、京セラドキュメントソリューションズの社長を退任し、代表取締役副会長となる。またあわせて京セラの取締役へ就任。
2015年6月、京セラの取締役を退任、同年9月、京セラドキュメントソリューションズの代表取締役副会長を退任する。

### 東洋ゴム工業
2015年10月、東洋ゴム工業の顧問に就任。免震ゴム性能偽装問題を受け、ガバナンス改革の旗振り役として招かれた。同年11月、取締役会長に就任。2016年1月には代表取締役会長に就任。
2016年5月27日、体調不良のため辞任した。2月から体調を崩していたと公表されているが、5月中旬まで出社しており、就任からわずか半年という短期間の辞任については、タイヤ事業出身の役員と摩擦なども指摘されている。

## 人物
大阪三重県人会顧問も務めた。